# Chilicola granulosa
Chilicola granulosa är en biart som beskrevs av Packer 2007. Chilicola granulosa ingår i släktet Chilicola och familjen korttungebin. Inga underarter finns listade i Catalogue of Life.